# Tim Veldt
Tim Veldt (Amstelveen, 14 de febrero de 1984) es un deportista neerlandés que compitió en ciclismo en la modalidad de pista, especialista en las pruebas de velocidad por equipos y ómnium. Es hijo del ciclista Lau Veldt.
Ganó cuatro medallas en el Campeonato Mundial de Ciclismo en Pista entre los años 2005 y 2014, y seis medallas en el Campeonato Europeo de Ciclismo en Pista entre los años 2006 y 2013.
Participó en tres Juegos Olímpicos de Verano, entre los años 2008 y 2016, ocupando el quinto lugar en Pekín 2008 (velocidad por equipos) y el séptimo lugar en Londres 2012 (persecución por equipos).

## Medallero internacional
| Campeonato Mundial | Campeonato Mundial            | Campeonato Mundial | Campeonato Mundial      |
| Año                | Lugar                         | Medalla            | Competición             |
| ------------------ | ----------------------------- | ------------------ | ----------------------- |
| 2005               | Los Ángeles ( Estados Unidos) | Medalla de plata   | Velocidad por equipos   |
| 2008               | Mánchester ( Reino Unido)     | Medalla de bronce  | Velocidad por equipos   |
| 2009               | Pruszków ( Polonia)           | Medalla de bronce  | Ómnium                  |
| 2014               | Cali ( Colombia)              | Medalla de plata   | Ómnium                  |
| Campeonato Europeo |                               |                    |                         |
| Año                | Lugar                         | Medalla            | Competición             |
| 2006               | Ballerup ( Dinamarca)         | Medalla de oro     | Ómnium                  |
| 2008               | Alkmaar ( Países Bajos)       | Medalla de plata   | Ómnium                  |
| 2010               | Pruszków ( Polonia)           | Medalla de plata   | Ómnium                  |
| 2010               | Pruszków ( Polonia)           | Medalla de bronce  | Persecución por equipos |
| 2013               | Apeldoorn ( Países Bajos)     | Medalla de plata   | Ómnium                  |
| 2013               | Apeldoorn ( Países Bajos)     | Medalla de bronce  | Persecución por equipos |

1. 1 2  Campeonato Europeo realizado sólo para la disciplina de ómnium.